# دنیس دیکورت
دنیس دیکورت (انگلیسی: Denis Dercourt؛ زادهٔ ۱ اکتبر ۱۹۶۴) کارگردان فیلم، و فیلم‌نامه‌نویس اهل فرانسه است.